# إيال بن رؤوفين
إيال بن رؤوفين (بالعبرية: אייל בן ראובן؛ مواليد 22 مايو 1954) لواء متقاعد في الجيش الإسرائيلي وقائد الكليات العسكرية وقائد ميداني كبير وهو نائب سابق لقائد القيادة الشمالية والذي كان لا يزال يخدم كاحتياطي.